# 長編児童文学新人賞
長編児童文学新人賞（ちょうへんじどうぶんがくしんじんしょう）は、社団法人日本児童文学者協会と小峰書店が主催する公募新人文学賞である。2002年に創設された。
小学生中学年から中学生を対象にした自作未発表の長編創作児童文学を対象とする。受賞作品は小峰書店より単行本として出版される。

## 選考委員
| 回         | 選考委員                                                   |
| ---------- | ---------------------------------------------------------- |
| 第14〜15回 | 高橋秀雄、西山利佳、濱野京子、牧野節子、小峰書店編集部     |
| 第16〜18回 | 川北亮司、西山利佳、濱野京子、三輪裕子、小峰書店編集部     |
| 第19〜21回 | 川北亮司、工藤純子、三輪裕子、山本悦子、小峰書店編集部     |
| 第22〜24回 | 赤羽じゅんこ、工藤純子、森川成美、山本悦子、小峰書店編集部 |

## 受賞作品

### 第1回から第10回
| 回（年）          | 賞             | 受賞者         | 受賞作                                   | 刊行時タイトル（刊行年）                       |
| ----------------- | -------------- | -------------- | ---------------------------------------- | ---------------------------------------------- |
| 第1回 （2002年）  | 入選           | 松本祐子       | 金色の月の夜に……                         | 『リューンノールの庭』 （2002年12月）          |
| 第1回 （2002年）  | 佳作           | 中里奈央       | ぼくがサンタクロースになるまで           |                                                |
| 第1回 （2002年）  | 佳作           | 狩生玲子       | ジョギングとあんぱん                     |                                                |
| 第1回 （2002年）  | 佳作           | 緑川聖司       | 晴れた日は、図書館へいこう               | 『晴れた日は図書館へいこう』 （2003年10月）    |
| 第2回 （2003年）  | 入選           | 福田隆浩       | 私のお気に入りの場所                     | 『この素晴らしき世界に生まれて』 （2004年1月） |
| 第2回 （2003年）  | 佳作           | 安田夏菜       | みかん                                   |                                                |
| 第2回 （2003年）  | 佳作           | 小宮山智子     | 朝顔の色                                 |                                                |
| 第3回 （2004年）  | 入選該当作なし | 入選該当作なし | 入選該当作なし                           | 入選該当作なし                                 |
| 第3回 （2004年）  | 佳作           | 櫻田しのぶ     | リゲルとスバルの不思議な宇宙船           |                                                |
| 第3回 （2004年）  | 佳作           | 山口さちこ     | 六年生の夏に                             |                                                |
| 第4回 （2005年）  | 入選           | 坂本のこ       | リバー・サイド                           | 『川のほとりで』 （2006年7月）                 |
| 第4回 （2005年）  | 佳作           | 小林正子       | じゃっくろ じゃっくろ わらべ歌           |                                                |
| 第4回 （2005年）  | 佳作           | 廣嶋玲子       | 半月の迷い子                             |                                                |
| 第5回 （2006年）  | 入選           | 本多明         | 幸子の庭                                 | 『幸子の庭』 （2007年9月）                     |
| 第5回 （2006年）  | 佳作           | 櫻沢恵美子     | TENNGU（天狗）                           |                                                |
| 第5回 （2006年）  | 佳作           | 中村真里子     | シリウス                                 |                                                |
| 第6回 （2007年）  | 入選該当作なし | 入選該当作なし | 入選該当作なし                           | 入選該当作なし                                 |
| 第6回 （2007年）  | 佳作           | 洗井しゅう     | セント・アンドリュー・クロスの旗のもとに |                                                |
| 第7回 （2008年）  | 入選該当作なし | 入選該当作なし | 入選該当作なし                           | 入選該当作なし                                 |
| 第7回 （2008年）  | 佳作           | 佐藤寛之       | それは〈罰〉から始まった                 |                                                |
| 第7回 （2008年）  | 佳作           | 重松彌佐       | 夏の時計                                 |                                                |
| 第8回 （2009年）  | 入選           | にしがきようこ | ピアチェーレ                             | 『ピアチェーレ 風の歌声』 （2010年7月）        |
| 第8回 （2009年）  | 佳作           | 赤城佐保       | 南風の祭り                               |                                                |
| 第8回 （2009年）  | 佳作           | 辻野陽子       | あずまや                                 |                                                |
| 第9回 （2010年）  | 入選該当作なし | 入選該当作なし | 入選該当作なし                           | 入選該当作なし                                 |
| 第9回 （2010年）  | 佳作           | くぼひでき     | あいつ                                   |                                                |
| 第9回 （2010年）  | 佳作           | 辻本千春       | 産婆の三子                               |                                                |
| 第10回 （2011年） | 入選           | くぼひでき     | カンナは夏に                             | 『カンナ道のむこうへ』 （2012年7月）           |
| 第10回 （2011年） | 佳作           | きむらともお   | 月とホットケーキ                         |                                                |

### 第11回から第20回
| 回（年）          | 賞             | 受賞者         | 受賞作                         | 刊行時タイトル                            |
| ----------------- | -------------- | -------------- | ------------------------------ | ----------------------------------------- |
| 第11回 （2012年） | 入選該当作なし | 入選該当作なし | 入選該当作なし                 | 入選該当作なし                            |
| 第11回 （2012年） | 佳作           | きむらともお   | 転校生タワリシチ               |                                           |
| 第11回 （2012年） | 佳作           | 浅見理恵       | 猫たちのいる家                 |                                           |
| 第12回 （2013年） | 入選該当作なし | 入選該当作なし | 入選該当作なし                 |                                           |
| 第12回 （2013年） | 佳作           | しめのゆき     | 真夜中のオデット               |                                           |
| 第12回 （2013年） | 佳作           | せいのあつこ   | パン食い                       |                                           |
| 第13回 （2014年） | 入選該当作なし | 入選該当作なし | 入選該当作なし                 |                                           |
| 第13回 （2014年） | 佳作           | 北山千尋       | 真夏のマカロニグラタン         |                                           |
| 第14回 （2015年） | 入選           | 千葉朋代       | 脚葬                           | 『さくら坂』 （2016年6月）                |
| 第14回 （2015年） | 佳作           | 岩田なおみ     | ヒッポと不思議な病院ダンジョン |                                           |
| 第14回 （2015年） | 佳作           | 北山千尋       | ビデオテープは再生不能         |                                           |
| 第15回 （2016年） | 入選該当作なし | 入選該当作なし | 入選該当作なし                 | 入選該当作なし                            |
| 第15回 （2016年） | 佳作           | 柴田奈保美     | 足で泣く                       |                                           |
| 第16回 （2017年） | 入選該当作なし | 入選該当作なし | 入選該当作なし                 | 入選該当作なし                            |
| 第16回 （2017年） | 佳作           | 櫻田しのぶ     | フロイデ！                     |                                           |
| 第16回 （2017年） | 佳作           | 室賀理江       | およんじ おたんじょうびがかり  |                                           |
| 第17回 （2018年） | 入選           | 森埜こみち     | 蝶の羽ばたき、枯れ葉の音よ     | 『蝶の羽ばたき、その先へ』 （2019年10月） |
| 第17回 （2018年） | 佳作           | 草香恭子       | 花束のカード                   |                                           |
| 第18回 （2019年） | 入選該当作なし | 入選該当作なし | 入選該当作なし                 | 入選該当作なし                            |
| 第18回 （2019年） | 佳作           | 南田幹太       | 十二歳のレジェンド             |                                           |
| 第19回 （2020年） | 入選該当作なし | 入選該当作なし | 入選該当作なし                 | 入選該当作なし                            |
| 第19回 （2020年） | 佳作           | 葉山えみ       | 手のひらに、星                 |                                           |
| 第20回 （2021年） | 入選           | 四月猫あらし   | ベランダ                       | 『ベランダのあの子』 （2022年10月）       |
| 第20回 （2021年） | 佳作           | 酒井和子       | 竹の風音                       |                                           |
| 第20回 （2021年） | 佳作           | 谷貝淳         | 青夏                           |                                           |

### 第21回から第30回
| 回（年）          | 賞             | 受賞者         | 受賞作                    | 刊行時タイトル |
| ----------------- | -------------- | -------------- | ------------------------- | -------------- |
| 第21回 （2022年） | 入選該当作なし | 入選該当作なし | 入選該当作なし            | 入選該当作なし |
| 第21回 （2022年） | 佳作           | 原田裕史       | オレンジ物件              |                |
| 第21回 （2022年） | 佳作           | 清水紗緒       | 心の奥から わきでるものは |                |
| 第22回 （2023年） | 入選該当作なし | 入選該当作なし | 入選該当作なし            | 入選該当作なし |
| 第22回 （2023年） | 佳作           | 日田藤圭       | 竹林のフウ                |                |
| 第23回 （2024年） | 入選該当作なし | 入選該当作なし | 入選該当作なし            | 入選該当作なし |
| 第23回 （2024年） | 佳作           | みずの瑞紀     | 僕らのヘリオトロピズム    |                |
| 第24回 （2025年） | 入選           | 好美松         | 注射をもってあの島へ      |                |
| 第24回 （2025年） | 佳作           | さかねみちこ   | もじ屋のねこ              |                |